# Direcció general de Racionalització i Centralització de la Contractació
La Direcció general de Racionalització i Centralització de la Contractació és un òrgan de gestió del Ministeri d'Hisenda d'Espanya depenent de la Subsecretaria d'Hisenda.
La Directora General de Racionalització i Centralització de la Contractació és, des del 30 de desembre de 2016, Paloma Rosado Santurino.

## Funcions
Les seves funcions es regulen en l'Article 22 del Reial decret 769/2017, de 28 de juliol, i les seves funcions són:
- Elaboració d'estudis i informes en matèria de contractació centralitzada. Aquests informes podran emetre's amb abast general, sense necessitat de sol·licitud prèvia, amb efectes en tots aquells expedients que reuneixin les condicions que es prevegin en aquest informe.
- Proposta al Ministre d'Hisenda de la declaració de contractació centralitzada de subministraments, obres i serveis així com la tramitació dels acords d'adhesió a la Central de Contractació de l'Estat.
- Gestió de mitjans humans, materials i pressupostaris assignats a la Direcció general.
- Elaboració dels plecs de clàusules administratives particulars, gestió i tramitació administrativa dels expedients de contractació centralitzada i funcions de secretaria de l'òrgan de contractació de la Central de Contractació de l'Estat.
- La gestió pressupostària dels expedients de contractació centralitzada quan es produeixi la centralització dels crèdits pressupostaris o d'alguna de les actuacions de despesa.
- Estudi, planificació, disseny, gestió i seguiment de la contractació centralitzada de serveis i subministraments per a la gestió d'immobles.
- Estudi, planificació, disseny, gestió i seguiment de la contractació centralitzada de serveis i subministraments de caràcter operatiu.
- Estudi, planificació, disseny, gestió i seguiment de la contractació centralitzada dels subministraments i serveis de tecnologies de la informació i les comunicacions.
- Estudi, planificació, disseny, gestió i seguiment de la contractació centralitzada d'altres béns i serveis diferents dels anteriors.
- La relació amb institucions, organismes internacionals i la participació en fòrums internacionals en matèria de contractació centralitzada.
- Quantes altres funcions poguessin ser-li atribuïdes o li atorgui l'ordenament jurídic, en particular els articles 203 a 207 del text refós de la Llei de Contractes del Sector Públic i la seva normativa de desenvolupament en els quals es regula amb caràcter bàsic els principis, creació i funcionament de les centrals de contractació.

## Estructura
De la Direcció general depenen els següents òrgans directius:
- Subdirecció General de Coordinació i Gestió Pressupostària.
- Subdirecció General de Contractació Centralitzada de Serveis i Subministraments per a la Gestió d'Immobles.
- Subdirecció General de Contractació Centralitzada de Tecnologies.
- Subdirecció General de Contractació Centralitzada de Serveis i Subministraments de caràcter Operatiu.
- Secretaria de la Junta de Contractació Centralitzada.

## Directors generals
- Paloma Rosado Santurino (2018-)
- Pablo Arellano Pardo (2016-2018)
- María Luisa Lamela Díaz (2013-2016)